# Karl Albert Scherner
Karl Albert Scherner (Kravaře, 25 luglio 1825 – Breslavia, 6 giugno 1889) è stato uno psicologo tedesco.
Con la pubblicazione nel 1861 della sua opera La vita del sogno si ebbe un contributo sul significato del simbolismo onirico. In seguito all'analisi dei propri sogni e di quelli dei propri pazienti, senza dimenticare la storia personale di ognuno, Sigmund Freud nella sua opera L'interpretazione dei sogni manifesta in più di una occasione di essere concorde sulla validità del significato simbolico attribuito da Scherner attraverso il suo scritto a diversi oggetti o immagini rappresentate nei sogni.